# Runavíkar kommuna
Runavíkar kommuna er en kommune på Færøerne. Den blev udskilt fra Skála kommuna i 1967. Kommunen omfatter i dag Rituvík, Æðuvík, Runavík, Saltangará, Glyvrar, Lamba, Lambareiði, Søldarfjørður, Skipanes, Skálabotnur, Skála, Oyndarfjørður, Funningur, Funningsfjørður og Elduvík. Disse ligger hovedsagelig som et over 10 km langt bælte langs Skálafjørður på Eysturoy. 1. januar 2009 havde Runavíkar kommuna 3 796 indbyggere.

## Politik
Ved kommunalvalget 13. november 2012 konsoliderede Folkeflokken sit flertal, og Magnus Rasmussen kunne fortsætte som borgmester. Valgdeltagelsen var 79,4%.
| Liste | Parti              | Stemmer | Procent | Mandater | Mandater |
| ----- | ------------------ | ------- | ------- | -------- | -------- |
| A     | Sambandsflokkurin  | 1 577   | 70,94   | 8        | +1       |
| B     | Sjavstyriflokkurin | 405     | 18,22   | 2        | -2       |
| C     | Javnaðarflokkurin  | 241     | 10,84   | 1        | 0        |
|       | I alt              | 2 237   | 100     | 11       | -1       |

| Liste A           | Liste A                  | Liste A           | Liste B              | Liste B               | Liste B              | Liste C           | Liste C                  | Liste C           |
| Sambandsflokkurin | Sambandsflokkurin        | Sambandsflokkurin | Sjálvstyrisflokkurin | Sjálvstyrisflokkurin  | Sjálvstyrisflokkurin | Javnaðarflokkurin | Javnaðarflokkurin        | Javnaðarflokkurin |
| Nr                | Kandidat                 | Stemmer           | Nr                   | Kandidat              | Stemmer              | Nr                | Kandidat                 | Stemmer           |
| ----------------- | ------------------------ | ----------------- | -------------------- | --------------------- | -------------------- | ----------------- | ------------------------ | ----------------- |
| 1.                | Tórbjørn Jacobsen        | 181               | 1.                   | Rigmor Rasmussen      | 13                   | 1.                | Ragnar Sundstein Olsen   | 48                |
| 2.                | Terji Beinir Vestergaard | 107               | 2.                   | Nanna Jacobsen        | 8                    | 2.                | Katrin Múller Absalonsen | 64                |
| 3.                | Sæunn Ólavsdóttir Hansen | 69                | 3.                   | Mariann P. Garðalíð   | 35                   | 3.                | Jonhard Danielsen        | 79                |
| 4.                | Niels Juul Kristiansen   | 55                | 4.                   | Klæmint Østerø        | 55                   | 4.                | Hans Erik Hansen         | 20                |
| 5.                | Magnus Rasmussen         | 348               | 5.                   | Karl M. Rasmussen     | 108                  | 5.                | Faber Isaksen            | 26                |
| 6.                | Kári Egholm Jacobsen     | 133               | 6.                   | Jógvan Andersen       | 9                    |                   |                          |                   |
| 7.                | Kristian Gaardbo         | 71                | 7.                   | Hans Jákup Johannesen | 21                   |                   |                          |                   |
| 8.                | Jónleyg Hammer           | 122               | 8.                   | Bárður Kass Nielsen   | 155                  |                   |                          |                   |
| 9.                | Jens Marius Dalsgaard    | 11                |                      |                       |                      |                   |                          |                   |
| 10.               | Hjalmar Juul             | 10                |                      |                       |                      |                   |                          |                   |
| 11.               | Helgi Lamhauge Petersen  | 159               |                      |                       |                      |                   |                          |                   |
| 12.               | Hallur Fróði Hansen      | 61                |                      |                       |                      |                   |                          |                   |
| 13.               | Hallur Ellingsgaard      | 96                |                      |                       |                      |                   |                          |                   |
| 14.               | Bjarni Kjeld             | 67                |                      |                       |                      |                   |                          |                   |
| 15.               | Arnfinn Langaard         | 84                |                      |                       |                      |                   |                          |                   |
|                   | Liste                    | 3                 |                      | Liste                 | 1                    |                   | Liste                    | 4                 |